# Феррон, Даниэль
Даниэль Феррон Перес (кат. Daniel Ferrón Pérez; 13 марта 1980) — андоррский футболист, защитник. Выступал за клубы «Санта-Колома», «Андорра» и «Атлетик» (Эскальдес), а также за национальную сборную Андорры.

## Клубная карьера
В 2002 году стал игроком андоррского клуба «Санта-Колома». В составе команды дважды становился чемпионом и трижды победителем Кубка Андорры. Феррон провёл 5 матчей в квалификационных играх Кубка УЕФА. С 2005 года по 2013 год выступал за «Андорру» из столицы одноимённого княжества, которая играла в низших дивизионах Испании.
В сезоне 2015/16 выступал за команду «Интер» из Эскальдеса во втором дивизионе Андорры, где провёл 14 игр. В следующем сезоне провёл 16 игр за команду. В сезоне 2016/17 «Интер» стал победителем Сегона Дивизио и вернулся в Примеру.

## Карьера в сборной
6 октября 2001 года дебютировал в национальной сборной Андорры в отборочном матче чемпионата мира 2002 против Нидерландов (0:4), главный тренер Давид Родриго выпустил Феррона в стартовом составе, однако на 90 минуте он был заменён на Жорди Бенета. Затем, в течение последующих трёх лет Даниэль Феррон провёл ещё 3 игры, по одному матчу в год. Андоррец сыграл в товарищеских встречах против Мальты (1:1), Габона (0:2) и Испании (0:4).

## Достижения
- Чемпион Андорры (2): 2002/03, 2003/04
- Бронзовый призёр чемпионата Андорры (1): 2004/05
- Обладатель Кубка Андорры (3): 2003, 2004, 2005
- Победитель второго дивизиона Андорры (1): 2016/17